# Hantilis II
Hantilis II era un rei dels hitites, fill i successor d'Al·luwamnas. La seva mare era Harapšeki, filla de Telepinus. Portava el títol de Labarnas. El seu nom era hàtic i volia dir "el primer" o "el capdavanter". Segurament va tenir un regnat curt, ja que es creu que no va arribar a casar-se i la seva mare, Harapšeki, és l'única que apareix a les ofrenes com a reina.
Va tenir com a cap de la seva guàrdia Hasuilis, pare del futur rei Zidantas II. Va seguir la política del seu pare i va mantenir bones relacions amb Kizzuwatna, regne amb el que va fer un altre tractat quan n'era rei Paddatisu, on els dos sobirans es prometien mútua amistat en termes recíprocs i iguals, i s'indicaven les situacions jurídiques dels grups seminòmades que es movien pels dos regnes.
Durant el seu regnat, van actuar amb molta crueltat les tribus dels kaskes, un poble seminòmada que vivia als voltants del Pont Euxí, i que durant segles van ser la principal preocupació dels hitites. Podria ser que en aquest moment es produís la caiguda i destrucció de la ciutat santuari de Nerik, encara que també s'ha dit que això va passar en època del rei homònim Hantilis I. Aquesta ciutat no es va recuperar fins a l'època d'Hattusilis III, al cap d'uns 300 anys.
Algunes fonts indiquen que el va succeir Tahurwailis, primer cosí de Telepinus, però aquest rei segurament havia ocupat el tron abans d'Al·luwamnas. Se suposa que el seu successor va ser Zidantas II, que possiblement era el seu nebot.